# Obie Trotter
Obadiah Nelson "Obie" Trotter (Robertsdale, Alabama, 9 de febrero de 1984) es un baloncestista estadounidense nacionalizado húngaro que pertenece a la plantilla del Höttur de la Úrvalsdeild karla. Con 1,85 metros de estatura, juega en las posiciones de base o escolta.

## Trayectoria deportiva

### Universidad
Jugó cuatro temporadas con los Bulldogs de la Universidad de Alabama A&M en las que promedió 15,1 puntos, 4,2 rebotes, 4,1 asistencias y 3,0 robos de balón por partido. En sus tres últimas temporadas fue incluido en el mejor quinteto de la Southwestern Athletic Conference y en las dos últimas en el mejor quinteto defensivo, siendo además elegido en ambas como mejor defensor. En 2005 fue además elegido Jugador del Año de la SWAC.
En la temporada 2004-05 lideró la División I de la NCAA en robos de balón, promediando 3,9 por partido. En 2010 fue elegido Jugador de la Década de la SWAC.

### Profesional
Tras no ser elegido en el Draft de la NBA de 2006, decidió emprender su etapa profesional en Europa, fichando en agosto por los Gießen 46ers de la Basketball Bundesliga, donde jugó dos temporadas, promediando en la primera de ellas 10,9 puntos y 3,5 rebotes por partido, y 8,4 puntos y 2,6 rbotes en la segunda.
En 2008 firmó con el Étendard de Brest de la Pro B, la segunda categoría del baloncesto francés, donde jugó una temporada en la que promedió 9,1 puntos, 4,1 rebotes y 4,0 asistencias por partido, de donde pasó al Torpan Pojat finés. Esa temporada fue elegido como el mejor base de la Korisliiga e incluido en el mejor quinteto de la competición, tras promediar 19,8 puntos y 5,3 rebotes por partido.
En 2010 firmó con el Szolnoki Olaj KK de la liga húngara, donde en su primera temporada hizo unos de los mejores números de toda su carrera, al promediar 17,2 puntos y 6,2 asistencias por partido, que bajaron a 16,2 puntos y 5,8 asistencias al año siguiente, en el que su equipo llegó a disputar la Final Four del FIBA EuroChallenge, perdiendo en semifinales ante el que a la postre sería el campeón, el Beşiktaş Milangaz, por solo cuatro puntos.
En 2012 fichó por el equipo ruso del BC Nizhny Novgorod, donde jugó una temporada en la que promedió 9,0 puntos y 3,9 asistencias por encuentro. La temporada siguiente, y sin salir de Rusia, firmó por el BC Triumph Lyubertsy, pero no llegó a jugar en ese equipo. En enero de 2014 regresó al Szolnoki Olaj, donde acabó la temporada promediando 3,7 puntos y 3,6 asistencias.
En noviembre de 2014 firmó con el equipo griego del KAOD BC, con el que disputó 22 partidos, en los que acabó promediando 8,3 puntos y 2,8 asistencias. Continuó en la A1 Ethniki griega al firmar por el Koroivos B.C., donde jugó hasta el mes de marzo de 2016, promediando 9,9 puntos y 3,4 asistencias. ese mes dejó el equipo para jugar en el New Basket Brindisi italiano, donde acabó la temporada.
En agosto de 2016 regresó a la liga polaca al firmar con el Twarde Pierniki Toruń. Jugó una temporada como titular, promediando 13,0 puntos y 4,4 asistencias por partido. En julio de 2017 se compromerió con el equipo rumano del CSM Oradea, pero en enero de 2018 regresó a la liga polaca de la mano del Trefl Sopot.
En las siguientes temporadas formaría parte del Rosa Radom durante dos temporadas, hasta que en 2020, regresa al Twarde Pierniki Toruń.
En las filas del Twarde Pierniki Torun, fue máximo asistente del equipo con 4,7 por encuentro y uno de los máximos anotadores con 11,2 puntos.
El 16 de marzo de 2021, firma por el Latina Basket de la Serie A2 (baloncesto italiano), tras comenzar la temporada en el Twarde Pierniki Toruń polaco.
El 28 de febrero de 2022, se compromete con el HLA Alicante de la Liga LEB Oro, para disputar el resto de la temporada 2021-22.
En julio de 2022, firma por el Höttur de la Úrvalsdeild karla.